# Tangerine Flavour
Tangerine Flavour es una banda de rock española fundada en la ciudad de Madrid en 2014 e integrada actualmente por Pablo A. Martín (cantante y guitarrista), Fernando Lima (cantante y bajista), Mike Fletcher (batería y corista), Alejandro Vizcaíno (cantante y guitarrista) y Manu Pino (teclista y corista).

## Historia

### Primeros años (2014-2017)
Tangerine Flavour surgió a partir de una llamada telefónica entre los guitarristas Pablo Martín y Miguel Polonio en la que ambos expresaron su deseo de montar un proyecto común, desencantados por la deriva de sus anteriores bandas. Desde el inicio se unieron el batería Emilio Bonilla, quien había coincidido sobre el escenario en ocasiones esporádicas con Miguel, y Fernando Lima, multinstrumentista angoleño-portugués y compañero de la universidad de Pablo en la por entonces Escuela Técnica Superior de Ingenieros Agrónomos de Madrid. Comenzaron a ensayar juntos tras el verano de 2014 alternando versiones de clásicos del rock con sus primerizos temas propios como «Devil's In Me» (que terminaría siendo su primer sencillo autoproducido). El primer concierto de la banda tuvo lugar ese mismo año, concretamente el 11 de diciembre, en la Ciudad Universitaria de Madrid con un resultado desalentador para la banda que no volvería a tocar hasta 6 meses más tarde.
Tras varios conciertos en bares, pequeñas salas y fiestas universitarias deciden grabar su primer sencillo, el ya mencionado «Devil's In Me», y comenzar su primera gira de salas, que apenas consiguió repercusión. Sin embargo, poco a poco, consiguieron hacerse con relativa popularidad entre los músicos y habituales de los garitos y salas del barrio madrileño de Malasaña, llenando en varias ocasiones locales como el Café La Palma, el Maravillas Club o la Sala Siroco.
Tras la primera gira comienzan a trabajar en su primer trabajo discográfico que saldría a la luz en 2017 bajo el título homónimo Tangerine Flavour. Se trató de un EP autoproducido de 4 canciones que contó con la colaboración de Luis Yepes y que incluía el corte «Crazy Rachel», tema que llegó a tener cierta popularidad entre los primeros seguidores del grupo. Tras la publicación de este primer EP, el cuarteto se embarcó en una larga gira de más de 50 conciertos por España y Portugal que les permitió comenzar a tener un hueco en radios y medios independientes y a conseguir sus primeros reconocimientos como el “Primer Premio FESTIMAD Móstoles Talento” que les posibilitó formar parte del revivido festival FESTIMAD Móstoles junto a artistas como Asfalto o Bambikina.

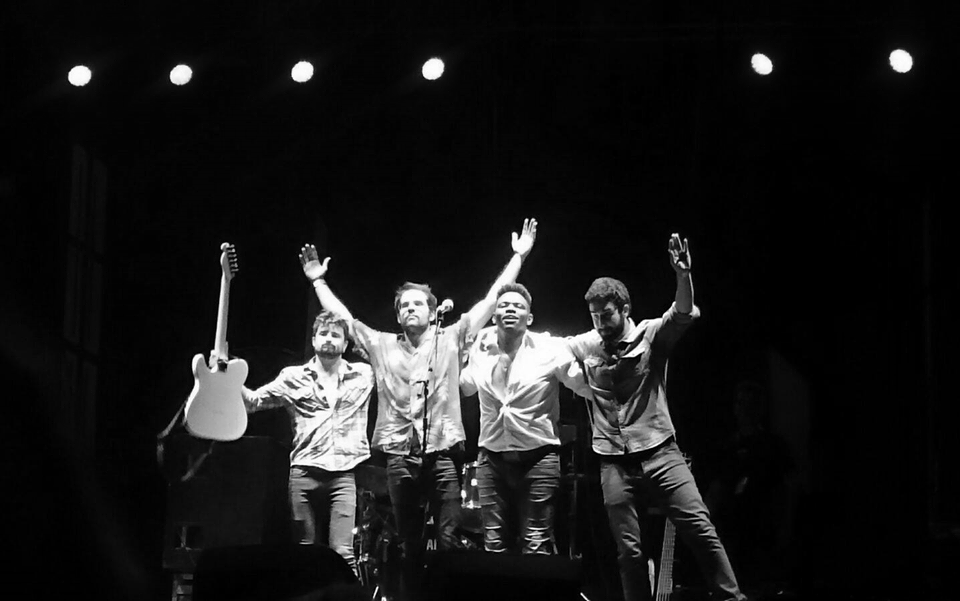
Tangerine Flavour en Móstoles el 11 de septiembre de 2017 como teloneros de Fangoria.

En uno de los últimos conciertos de la gira promocional del EP la banda conoce al músico y productor Alfonso Ferrer, conocido por ser el bajista de Jero Romero y por haber participado en numerosos discos y giras de diferentes bandas españolas como Aurora & The Betrayers, Virginia Maestro o Julián Maeso, y que muestra interés por grabar con el grupo. A partir de ese momento, Tangerine Flavour comienza a trazar más claramente un cambio de estilo desde el rock más contundente y alternativo de sus inicios hacia el rock y folk de raíces norteamericanas, con una cada vez mayor importancia de las melodías y armonías vocales.
Tras el concierto como teloneros de Fangoria en Móstoles el 11 de septiembre de 2017 anuncian por redes sociales que su batería fundador Emilio Bonilla abandona la banda, hecho que supuso el cambio definitivo en el estilo del grupo. Un mes después comienzan a trabajar junto al ya mencionado Alfonso Ferrer en un primer álbum de larga duración.
Mientras el nuevo disco se va gestando, la banda continúa dando conciertos con una nueva formación integrada por Fernando, Miguel y Pablo, que se constituyen como el eje central con sus tres voces y sus composiciones, y por dos nuevos músicos: Luis Yepes a los teclados y Alfredo de la Fuente a la batería en sustitución de Emilio. Este quinteto se mantuvo durante varios meses, hasta la salida del LP, momento en el cual Luis Yepes decidió abandonar la banda para centrarse en su carrera en solitario y Alfredo de la Fuente fue sustituido por Juli "El Lento" (El Twanguero, Lichis, Santi Campillo), encargado de grabar las baterías del disco y que tras las sesiones de estudio aceptó unirse a la banda.

### No Hard Feelings (2017-2019)
Tras una exitosa campaña de micromecenazgo en la plataforma Verkami y después de más de 6 meses de grabación, por fin vio la luz su primer LP titulado No Hard Feelings (en español: sin resentimientos). El disco, que además de los ya citados músicos también contó con el teclista Gabri Casanova (Anaut, Supersubmarina), salió al mercado el 26 de abril del 2018 y fue presentado el 5 de mayo de ese mismo año en la Sala Clamores de Madrid.
Durante el resto del año la banda realizó una gira de promoción del nuevo disco que les llevó a festivales como el FESTIMAD Madrid o el Big Up! Murcia y con la que consiguieron alzarse con varios concursos como, por ejemplo, el "Rin Ran Suena" de Murcia. En esta gira participaron músicos adicionales como Dani Romero (teclados y piano), el norteamericano Marcus Willson (guitarras y coros) y los baterías Daniel R. Sepúlveda y el hispano-venezolano Rafa Rodríguez.

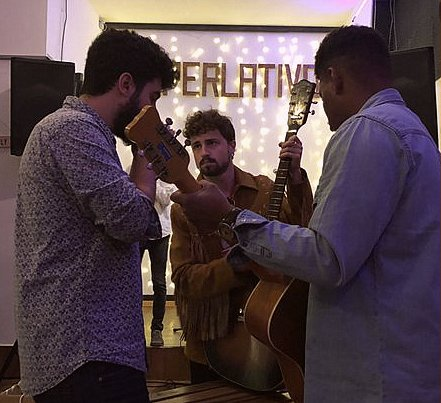
Tangerine Flavour en 2018 antes de un concierto acústico en Madrid.

Aunque para ellos el álbum no había tenido la acogida que esperaban, cerraron el año con buenas críticas y entrando en numerosas listas de los mejores discos de año dentro de los medios independientes que les comenzaron considerar como uno de los grupos destacados de una boyante "Escena de Americana en España" protagonizada por artistas como Nat Simons, Joana Serrat, The Soul Jacket, Salto, Tucho, Eva Vázquez o los ya mencionados Julián Maeso y Virginia Maestro, entre otros.
En marzo de 2019 firman su primer contrato discográfico con Larvin Music, con quienes relanzan No Hard Feelings con una reedición en vinilo, lo que les sirve de excusa para una extensa y accidentada nueva gira de salas por más de 20 ciudades españolas en la que sufrieron varias cancelaciones por diferentes problemas de salud. Durante esta serie de conciertos lanzan varios vídeos como el de «Argentinian Accent», comienzan a ser denominados por la prensa como "los Eagles españoles" y forman parte de festivales de pequeño formato como el Vaca Pop de Caravaca de la Cruz.
En el tramo final de la gira Juli "El Lento" deja de tocar con el grupo y llega el joven toledano Pablo “Junior” Morcuende con la idea inicial de ser su sustituto para los conciertos restantes del tour pero finalmente termina quedándose como miembro de la banda. El denominado como No Hard Feelings Tour llegó a su fin oficialmente el viernes 5 de julio de 2019 en la madrileña Sala El Sol con invitados como Alfonso Ferrer o Josu García. Posteriormente celebraron un concierto gratuito en la Escuela Técnica Superior de Ingeniería Agronómica, Alimentaria y de Biosistemas, lugar que les vio nacer como banda, con motivo de su quinto aniversario.

### Empty Fantasies (2019-2023)
Los planes trazados por la banda tras el final de la gira de No Hard Feelings se vieron truncados en varias ocasiones y comienza un período convulso en la banda que, con Pandemia de COVID-19 de por medio, acaba en numerosos reveses (incluido el cierre de su sello discográfico y varios proyectos de disco desestimados) y en la salida de su miembro fundador y uno de los vocalistas principales Miguel Polonio.

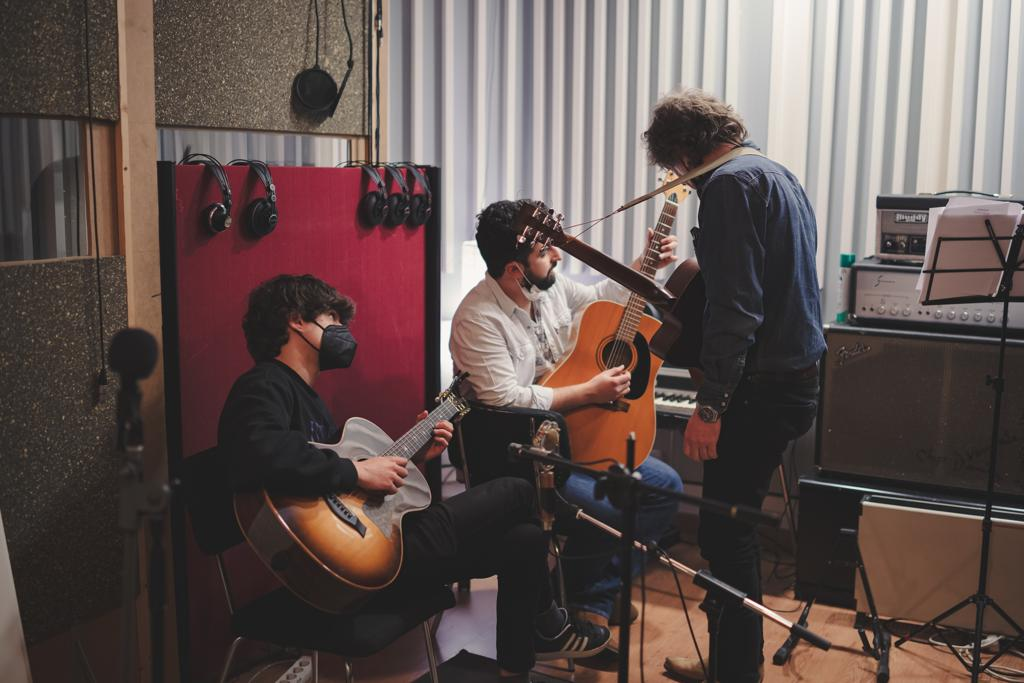
Alejandro Vizcaíno, Pablo Martín y Josu García durante la grabación de Empty Fantasies (2021).

A pesar de las circunstancias la banda se rehace y se embarca en la grabación de un segundo disco de la mano de Josu García (La Tercera República, Loquillo, Tequila, Más Birras), con una nueva formación y con un concepto estilístico diferente. En marzo de 2021 Fernando Lima, Pablo Martín y Pablo "Junior" entran junto a los nuevos integrantes Alejandro Vizcaíno y Chloé de Giorgi en los Audiomatic Studios de Madrid para grabar el que sería Empty Fantasies, un álbum con un sonido más jazzístico, soul e incluso funk, mezclado con el ya característico sonido norteamericano de la banda. En dicho álbum, que compaginaron con una nueva gira, participaron también el ingeniero Mark Janipka, el guitarrista y productor Toni Brunet (Quique González, Coque Malla, Miguel Ríos) y una sección de vientos.
Al anuncio en 2022 de su firma por la recién inaugurada discográfica MusicHunters Records le siguen los primeros adelantos del álbum. Entre ellos destaca Moloko Nights, una oda a su bar favorito y punto clave en la escena madrileña del indie y el rock: el Moloko Sound Club, del barrio madrileño de Conde Duque. El videoclip de esta canción, dirigido por Nacho R. Piedra, cuenta con la participación del actor Flipy y de la ya citada Nat Simons.

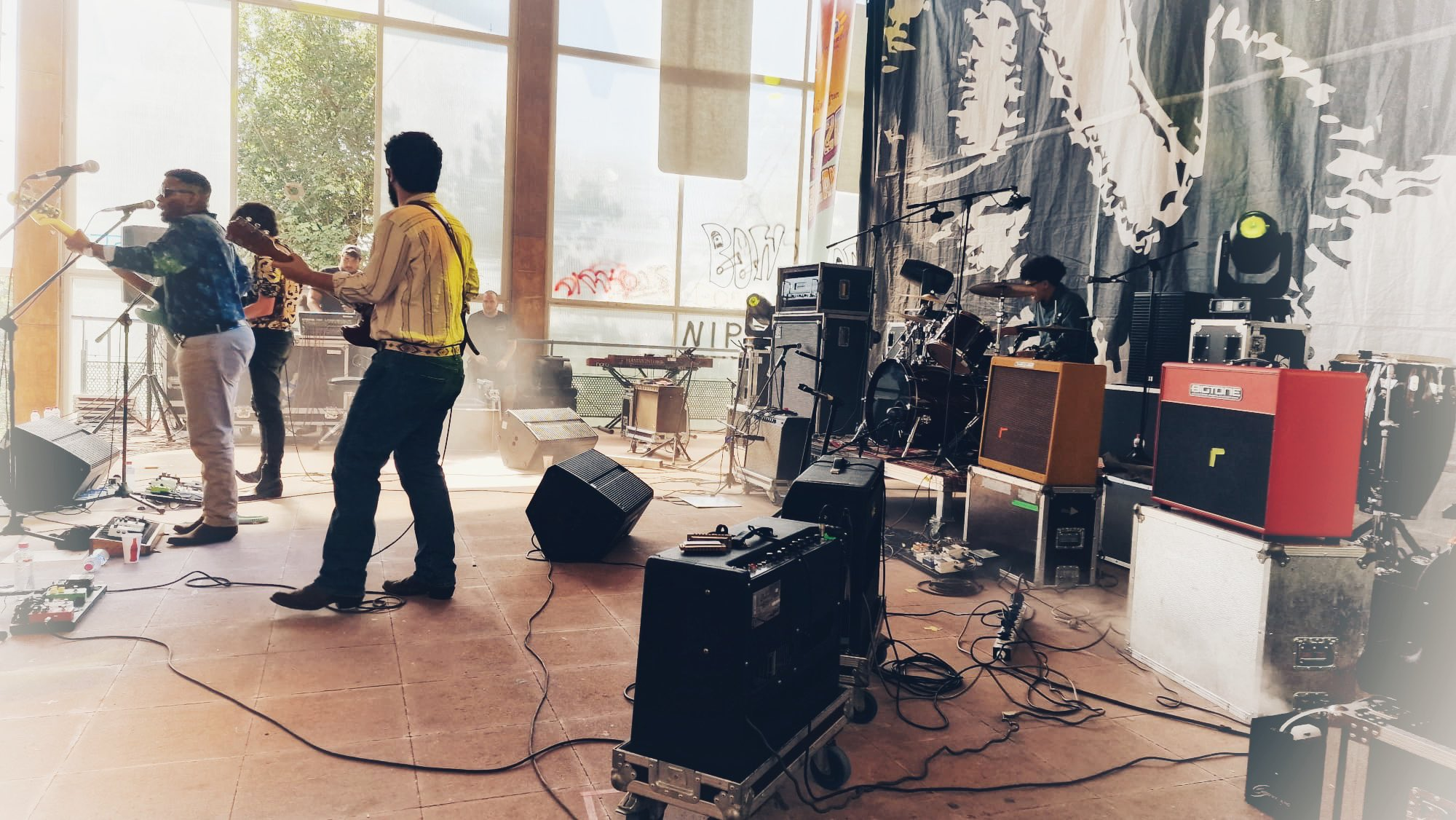
Actuación de Tangerine Flavour en el Festival de Blues de Cazorla el 7 de julio de 2023.

El 20 de enero de 2023, casi dos años después de su grabación, sale al mercado Empty Fantasies (en español: fantasías vacías) y la banda anuncia una gira de presentación. El tour daría comienzo en la sala El Sol de Madrid, dentro del festival Inverfest, junto al cantautor Suso Díaz, con quien Tangerine Flavour comienza a colaborar de manera recurrente. La gira por salas españolas les lleva a ciudades como Logroño, Murcia o Lugo, a recibir nuevas buenas críticas en medios de relevancia y a entrar en el cartel de festivales importantes como el Aloha Fest de Leganés, el Pueblos Blancos Music Fest, o el BluesCazorla junto a artistas de la talla de The Waterboys, Kitty, Daisy & Lewis, DeWolff, leyendas del blues como Joe Louis Walker o figuras nacionales como Javier Vargas o Corizonas.
Tras la temporada de festivales la banda lanza una versión de Tennessee Whiskey junto a Andreu Muntaner 'Lobo' de Desterrados y Trogloditas y David Krahe de Los Coronas y Los Enemigos. Poco después se convierten en los ganadores de los Premios Madroño en la categoría de Música otorgados por el Ayuntamiento de Madrid y anuncian su participación en un homenaje a los Eagles organizado por Santiago Alcanda junto a nombres como Los Secretos, Morgan o Nacho Campillo.
En septiembre de 2023 la banda lleva a cabo su primera gira por los Estados Unidos en la que recorren los estados de Texas, Tennessee y Alabama, tocando y grabando en ciudades como Austin, Memphis o Nashville.

### Space Cowboy (2023-Actualidad)
El 16 de noviembre de 2023 la banda lanza el primer adelanto de su siguiente álbum, un doble single con Por La Puerta De Atrás, su primera canción en castellano, y Rainha Do Sul al que le sigue otro adelanto con Outlaw City y Five Tears Of Dust a comienzos de 2024. Todas ellas formarían parte del tercer disco de estudio de la banda madrileña, un ecléctico doble álbum titulado Space Cowboy producido por Paco Loco en Puerto de Santa María y masterizado por el ganador del Grammy Latino Mario G. Alberni y que, a pesar de ser el disco más arriesgado de la banda hasta la fecha, obtiene una importante repercusión y buenas críticas por parte de los medios de comunicación especializados y recibe el apoyo de otros artistas y de periodistas de prestigio como Julio Ruiz, Manolo Fernández o el ya citado Santiago Alcanda.
Tangerine Flavour presentó este nuevo disco en una gira de salas por toda España en la que destacó su concierto en la sala El Sol de Madrid. La segunda parte del Space Cowboy Tour se desarrolló en festivales de los más diversos estilos en los que coincidieron con bandas y artistas tan diferentes como Joe King Carrasco, Saurom, Gritando en Silencio o Adolfo Rodríguez de Cánovas, Rodrigo, Adolfo y Guzmán y Los Íberos. También lanzan una versión de The Weight, la icónica canción de The Band, participan como cabezas de cartel en las Fiestas de  San Cayetano de Madrid y publican dos singles en colaboración con la banda madrileña Luback grabados por Jose Caballero (Arde Bogotá, Kitai, Shinova) en los estudios Neo MusicBox de Aranda de Duero.

## Discografía

### Álbumes de estudio
| Año  | Título           | Sello                     |
| ---- | ---------------- | ------------------------- |
| 2018 | No Hard Feelings | Larvin Music / Sony Music |
| 2023 | Empty Fantasies  | MusicHunters Records      |
| 2024 | Space Cowboy     | MusicHunters Records      |

### Recopilatorios
| Año  | Título        | Sello                |
| ---- | ------------- | -------------------- |
| 2024 | X (2014-2024) | MusicHunters Records |

### Sencillos y EPs
| Año  | Título                                  | Formato        | Sello                |
| ---- | --------------------------------------- | -------------- | -------------------- |
| 2016 | Devil's In Me                           | Sencillo       | Independiente        |
| 2016 | Crazy Rachel                            | Sencillo       | Independiente        |
| 2017 | Tangerine Flavour                       | EP             | Independiente        |
| 2018 | South American Style                    | Sencillo       | La Casa de Madera    |
| 2018 | Time Is Runnin' Over (Acoustic Version) | Sencillo       | Acqustic             |
| 2022 | What Are You Doing?                     | Sencillo       | MusicHunters Records |
| 2022 | Moloko Nights                           | Sencillo       | MusicHunters Records |
| 2023 | After The Long Night                    | Sencillo       | MusicHunters Records |
| 2023 | Por La Puerta De Atrás                  | Doble Sencillo | MusicHunters Records |
| 2024 | Outlaw City                             | Doble Sencillo | MusicHunters Records |
| 2024 | Sad True Story                          | Sencillo       | MusicHunters Records |
| 2024 | The White Labelers                      | Sencillo       | MusicHunters Records |

### Colaboraciones
| Año  | Título                  | Artista/s                                             | Formato              | Sello                |
| ---- | ----------------------- | ----------------------------------------------------- | -------------------- | -------------------- |
| 2023 | Tennessee Whiskey       | Andreu Muntaner "Lobo" / David Krahe                  | Sencillo             | MusicHunters Records |
| 2023 | Valió La Pena           | Desterrados                                           | Sencillo             | MusicHunters Records |
| 2023 | Desterrados             | Desterrados                                           | EP                   | MusicHunters Records |
| 2023 | The Weight              | Andreu Muntaner "Lobo" / Sergi Fecé / Francis Sarabia | Sencillo             | MusicHunters Records |
| 2024 | Head Down, Hight Flight | Luback                                                | Sencillo             | MusicHunters Records |
| 2024 | L.A. Madness            | Luback                                                | Sencillo             | MusicHunters Records |
| 2024 | Nudez                   | Amarildo Antonio (AJaClima)                           | Sencillo             | Records DK           |
| 2025 | Little Things           | Abi Gale                                              | Dentro de su EP Life | MusicHunters Records |

## Formación

### Miembros actuales
Pablo A. Martín - Voz, Guitarra, Armónica (2014-presente)
Fernando Lima - Voz, Bajo (2014-presente)
Alejandro Vizcaíno - Guitarra, Mandolina, Voz (2020-presente)
Mike Fletcher - Batería, Voz (2021-presente)
Manu Pino - Teclado, Voz (2024-presente)

### Antiguos miembros
Miguel Polonio - Voz, Guitarra (2014-2020, 2024)
Emilio Bonilla - Batería (2014-2017)
Alfredo de la Fuente - Batería (2017-2018)
Luis Yepes - Teclado, Guitarra, Voz (2017-2018, 2024)
Juli "El Lento" - Batería (2018-2019, 2024)
Pablo Morcuende "Junior" - Batería, Voz (2019-2021, 2024)
Chloé De Giorgi - Piano, Voz (2020-2022)

### Otros músicos y colaboradores
| Alfonso Ferrer - Bajo Gabri Casanova - Teclado Marcus Willson - Guitarra, Voz Dani Romero - Teclado Rafa Rodríguez - Batería Daniel R. Sepúlveda - Batería Clara Cañas - Voz Josu García - Guitarra, Voz | Mark Janipka - Teclado Chema Moreno - Pedal Steel Suso Díaz - Guitarra, Voz Elena Poza - Voz Andrés Tosti - Trompeta Álex Martínez - Trombón Andreu Muntaner "Lobo" - Voz David Krahe - Guitarra | Paco Loco - Pedal Steel, Guitarra, Piano Roberta Gangui - Voz Alex de las Heras - Clarinete Souad Khannoussi - Voz Sergi Fecé - Piano Francis Sarabia - Voz Alberto Menes - Guitarra |

## Premios y reconocimientos
| Año  | Categoría   | Premio                                     | Resultado |
| ---- | ----------- | ------------------------------------------ | --------- |
| 2017 | Premio Pop  | FESTIMAD Móstoles Talento                  | Ganadores |
| 2018 | Mejor Grupo | RIN RAN Suena Murcia                       | Ganadores |
| 2023 | Música      | Premios Madroño del Ayuntamiento de Madrid | Ganadores |